# Antōnīs Ranos
Antōnīs Ranos (in greco Αντώνης Ράνος?; Xanthi, 15 giugno 1993) è un calciatore greco, attaccante del Nestos Chrysoupolis.

## Carriera

### Club
Ha giocato nella prima divisione greca con lo Skoda Xanthi e nella prima divisione cipriota con l'Apollōn Limassol.

### Nazionale
Ha giocato nella nazionale greca Under-19.
Ha partecipato ai Mondiali Under-20 del 2013.

## Statistiche

### Presenze e reti nei club
Statistiche aggiornate al 5 gennaio 2018.
| Stagione            | Squadra             | Campionato          | Campionato | Campionato | Coppe nazionali | Coppe nazionali | Coppe nazionali | Coppe continentali | Coppe continentali | Coppe continentali | Altre coppe | Altre coppe | Altre coppe | Totale | Totale |
| Stagione            | Squadra             | Comp                | Pres       | Reti       | Comp            | Pres            | Reti            | Comp               | Pres               | Reti               | Comp        | Pres        | Reti        | Pres   | Reti   |
| ------------------- | ------------------- | ------------------- | ---------- | ---------- | --------------- | --------------- | --------------- | ------------------ | ------------------ | ------------------ | ----------- | ----------- | ----------- | ------ | ------ |
| 2012-2013           | Skoda Xanthī        | SL                  | 12         | 1          | CG              | 4               | 0               | -                  | -                  | -                  | -           | -           | -           | 16     | 1      |
| 2013-2014           | Skoda Xanthī        | SL                  | 17+1       | 1+1        | CG              | 2               | 0               | UEL                | 1                  | 0                  | -           | -           | -           | 21     | 2      |
| 2014-2015           | Skoda Xanthī        | SL                  | 16         | 0          | CG              | 4               | 1               | -                  | -                  | -                  | -           | -           | -           | 20     | 1      |
| 2015-gen. 2016      | Skoda Xanthī        | SL                  | 10         | 1          | CG              | 1               | 0               | -                  | -                  | -                  | -           | -           | -           | 11     | 1      |
| gen.-giu. 2016      | Aris Limassol       | AK                  | 7+9        | 6+2        | CC              | 1               | 0               | -                  | -                  | -                  | -           | -           | -           | 17     | 8      |
| 2016-2017           | Skoda Xanthī        | SL                  | 16         | 0          | CG              | 5               | 1               | -                  | -                  | -                  | -           | -           | -           | 21     | 1      |
| Totale Skoda Xanthī | Totale Skoda Xanthī | Totale Skoda Xanthī | 71+1       | 3+1        |                 | 16              | 2               |                    | 1                  | 0                  |             | -           | -           | 89     | 6      |
| 2017-2018           | Sparta              | FL                  | 8          | 2          | CG              | 1               | 1               | -                  | -                  | -                  | -           | -           | -           | 9      | 3      |
| Totale carriera     | Totale carriera     | Totale carriera     | 86+10      | 11+3       |                 | 18              | 3               |                    | 1                  | 0                  |             | -           | -           | 115    | 17     |